# Frederica Luísa de Hesse-Darmstadt
Frederica Luísa de Hesse-Darmstadt  (em alemão: Friederike Luise von Hessen-Darmstadt ; 16 de outubro de 1751 - 25 de fevereiro de 1805) foi rainha consorte do Reino da Prússia, como segunda esposa do rei Frederico Guilherme II.

## Biografia
Frederica Luísa de Hesse-Darmstadt  foi a filha de Luís IX, Conde de Hesse-Darmstadt  e da condessa Carolina do Palatinado-Zweibrücken. Nasceu em Prenzlau. Casou-se com Frederico Guilherme II da Prússia no dia 14 de julho de 1769, logo depois do seu divórcio com a princesa Isabel Cristina de Brunsvique-Volfembutel. Frederico chamava-a a sua "Libélula de Hesse".
Tornou-se rainha da Prússia após a ascensão do marido ao trono em 1786 e manteve a sua posição por onze anos. O casamento não foi feliz e Frederico teria depois várias amantes, sendo a mais conhecida Wilhelmine von Lichtenau, com quem ele teve uma relação desde o ano do seu casamento com Frederica até à sua morte. Em 1787, o seu esposo cometeu bigamia quando se casou com uma das suas damas-de-companhia, Julie von Voß, voltando a cometer o mesmo crime em 1790 quando se casou com uma outra dama-de-companhia, Sophie von Dönhoff. A rainha Frederica não era considerada bonita e era descrita como excêntrica. Dizia-se que ela via fantasmas e aparições e, por essa razão, vivia ao contrário, dormindo de dia e acordando à noite, um comportamento que piorou perto da sua morte. Frederica, no entanto, era admirada pela sua generosidade.
A partir de 1788, ela passou a viver em Freienwalde durante o Verão, o que contribuiu muito para o desenvolvimento económico e cultural da cidade, onde foram construídos vários edifícios para dar abrigo à sua corte, principalmente depois de ela ficar viúva. Em 1799, foi lá construído um palácio de verão para ela, desenhado por David Gilly.
Ficou viúva em 1797 e morreu em Berlim em 1805.

## Descendência
| Nome                               | Nascimento              | Morte                   | Notas |
| ---------------------------------- | ----------------------- | ----------------------- | --- |
| Frederico Guilherme III da Prússia | 3 de agosto de 1770     | 7 de junho de 1840      | Casou-se em 24 de dezembro de 1793 com Luísa de Mecklemburgo-Strelitz; com descendência incluindo Guilherme I, primeiro imperador alemão.                                         |
| Cristina da Prússia                | 1772                    | 1773                    | Morreu jovem |
| Luís Carlos da Prússia             | 5 de novembro de 1773   | 28 de dezembro 1796     | Casou-se com Frederica de Mecklemburgo-Strelitz (irmã mais nova de sua futura cunhada) em 24 de dezembro de 1793 em um noivado duplo; com descendência.                           |
| Guilhermina da Prússia             | 18 de novembro de 1774  | 12 de outubro de 1837   | Casou-se em 1 de outubro de 1791 com Guilherme I dos Países Baixos; com descendência incluindo Guilherme II dos Países Baixos.                                                    |
| Natimorto                          | Nasceu e morreu em 1777 | Nasceu e morreu em 1777 | - |
| Augusta da Prússia                 | 1 de maio de 1780       | 19 de fevereiro de 1841 | Casou-se em 13 de fevereiro de 1797 com Guilherme II de Hesse-Cassel; com descendência incluindo Maria Frederica de Hesse-Cassel, Duquesa de Saxe-Meiningen.                      |
| Henrique da Prússia                | 30 de dezembro de 1781  | 12 de julho de 1846     | Oficial do exército prussiano morreu solteiro e sem descendência. |
| Guilherme da Prússia               | 3 de julho de 1783      | 28 de setembro de 1851  | Casou-se em 12 de Janeiro de 1804 com Maria Ana de Hesse-Homburgo; com descendência incluindo Maria da Prússia Rainha da Baviera por seu casamento com Maximiliano II da Baviera. |